# Chėtyl'ky
Il Chėtyl'ky, o Kėttyl'ky, (in russo Хэтылькы?, o Кэттылькы) è un fiume della Siberia Occidentale, affluente di destra del fiume Taz. Scorre nel Krasnosel'kupskij rajon del Circondario autonomo Jamalo-Nenec, in Russia.
Il fiume scorre per lo più in direzione settentrionale e nord-occidentale, sfocia nel Taz a 429 km dalla foce. La lunghezza del fiume è di 272 km, l'area del bacino è di 2 690 km².